# Нове Скалмјежице
Нове Скалмјежице (пољ. Nowe Skalmierzyce) град је у Пољској у Војводству великопољском. По подацима из 2012. године број становника у месту је био 4855.

## Становништво
| 2012. |
| ----- |
| 4.855 |